# Чжуанологія
Чжуанологія (чжуан. cang’yoz ; кит.: 壮学) — комплексна гуманітарна наука, що вивчає історію, культуру, мови, літературу, ідеологічні погляди корінних етнічних груп чжуан, що проживають в Гуансі-Чжуанському автономному районі; галузь етнології. Чжуанологи, як правило, не вивчають сучасну економіку, управління та політику, за винятком випадків, коли ці питання глибоко вкоренилися в історії і можуть бути висвітлені її методами та ідеями.

## Опис
Чжуанологія має багато спільного з іншими галузями знань, застосовуючи їх методи до свого об'єкту дослідження, зокрема з антропологією, культурологією, порівняльно-історичним мовознавством, філологією, текстологією, літературознавством, історією, етнологією, філософією. Окрім того, чжуанологія може включати в себе вивчення науки, мистецтва, сільського господарства, бойових мистецтв чжуан.

## Становлення
Піонерами чжуанології вважаються Хуан Сяньфань та його учні. У своїй роботі «Коротка історія чжуан» (1957) він не тільки записав політичну і військову історію, але і охопив деталі історії культури, науки, релігії та соціальної сфери чжуан. Він був також першим, хто почав вивчати антропологію чжуан, він намагався представити свої висновки об'єктивно і нейтрально, використовуючи міжкультурні зіставлення.